# Suzuki GT 250
Die Suzuki GT 250 ist ein Motorrad des japanischen Herstellers Suzuki. Sie ist die Nachfolgerin der seit Anfang der 1960er Jahre gebauten T20 und T 250 mit ebenfalls 250 cm³ und kam unter der Bezeichnung GT 250 K im Jahr 1973 auf den Markt.
Die ersten Varianten (K, L, M) waren noch stärker motorisiert als die spätere X7 und erreichten eine Höchstgeschwindigkeit von 150 bis 155 km/h (Werksangabe 145 km/h).
Eine Besonderheit der GT 250 war das RAM-Air System, es bestand aus einem zusätzlichen Kühlkörper über dem Zylinderkopf. Der Luftstrom wurde unter dem RAM-Air durch dessen konische Form zusätzlich beschleunigt, was zu höherer Kühlleistung führte. Dieses System wurde von Suzuki nur bis 1975 verwendet. Bereits die ersten Modelle waren vorne mit einer Scheibenbremse mit 1-Kolben-Schwimmsattel ausgestattet. Eine weitere Besonderheit war die Hochleistungs-Kondensator-Zündung (HKZ), die aus dem Rennsport übernommen wurde, sowie der unterdruckgesteuerte „Membran“-Benzinhahn.
Das letzte Modell war die GT 250 X 7. Die X 7 hatte ein Trockengewicht von 141 kg, vollgetankt ca. 157 kg und in der deutschen Version eine Endgeschwindigkeit von 155 km/h bei in den Zulassungspapieren eingetragenen 20 kW/27 PS. Das Sechsganggetriebe ließ sich exakt und leichtgängig schalten. Im Vergleich zu modernen Motorrädern braucht allerdings die Kupplungsbetätigung relativ viel Kraft. Negativ fiel bei der X7 auch die zu schwach ausgelegte Kette auf, was deren Verschleiß erhöhte. Der Motor konnte als zuverlässig gelten, wenn genügend Augenmerk auf die richtige Gemischaufbereitung durch die beiden Vergaser und permanente Ölschmierung des Zweitaktmotors gerichtet wurde. Die Elektrik war von geringer Fehleranfälligkeit, da auf Zusatzfunktionen, wie beispielsweise einen elektrischen Anlasser, verzichtet worden war.
Die Suzuki GT 250 war Anfang bis Mitte der 1970er Jahre ein erfolgreiches Mittelklasse-Motorrad, das in Konkurrenz zur Honda CB 250 und zur Yamaha RD 250 stand. Als Zweitakter-Maschine konnte sie mit gutem Drehmoment-Verlauf punkten. Sie wurde in umgebauter Form für zahlreiche Clubsport-Rennen eingesetzt
Die Suzuki GT 250 gehört zur Zweizylinder-GT-Modellreihe wie die GT 125, GT 185 und GT 500, von der auch drei größere, Dreizylinder-Schwestermodelle mit teils gleicher Technik gebaut wurden: GT 380, GT 550 sowie die flüssigkeitsgekühlte GT 750 (Spitzname Wasserbüffel).

## Typenbezeichnungen
- Bj. 1973: GT 250 K, 31 PS bei 7.000 min−1, 32 Nm bei 5.500 min−1
- Bj. 1974: GT 250 L, 30 PS bei 6.000 min−1, 32 Nm bei 5.500 min−1
- Bj. 1975: GT 250 M,
- Bj. 1976: GT 250 A, 26,4 PS bei 7.500 min−1, 32 Nm bei 5.500 min−1
- Bj. 1977: GT 250 B, 26,4 PS bei 7.500 min−1, 24,7 Nm bei 7.500 min−1
- Bj. 1977: GT 250 Sport, 26 PS bei 7.500 min−1, 24,7 Nm bei 7.500 min−1
- Bj. 1978–1982: GT 250/2 X 7 (RG 250) mit Speichenrädern + GT 250/2 X 7 E (RG 250 E) mit Gussrädern, 27 PS bei 7.500 min−1, 24,7 Nm bei 7.500 min−1